# 国库
国库是国家金库的简称，负责办理国家预算资金收纳、退付和支拨；代理政府债券的发行和兑付；承办国库现金管理操作；确保国库资金安全完整；反映国家预算执行情况等业务的机关。国库是国家预算执行的重要组成部分。

## 中华人民共和国国库
中华人民共和国国家金库（简称国库）由中国人民银行具体经理，实行“统一集中核算、分级管理”。国库机构按照国家财政管理体制设立，原则上一级财政设立一级国库。在中国人民银行总行、省市县各级分支机构均设有国库部门，对口各级人民政府财政收支。在县区以下的乡镇一级，不设立国库，乡镇人民政府也不具有独立的财政权。各级国库业务工作实行垂直领导。各级国库的工作，直接对上级国库负责。各省、自治区、直辖市分库及其所属各级支库，既是中央国库的分支机构，也是地方国库。各级国库库款的支配权，分别属于同级人民政府的财政机关。
国家的一切预算收入，应按照规定全部缴入国库，任何单位不得截留、坐支或自行保管。
随着银行现代化支付系统的普及，中国人民银行的各级国库部门可以通过这些系统把政府资金从国库直接拨付到受益群众的个人账户上。例如，粮食补贴、良种补贴、农机具补贴、水库移民补贴、汶川地震时灾区受灾群众的救济金、代发乡镇教师工资、代发大学生村官工资、代发城乡低保补贴等等。